# Huntsville Museum of Art

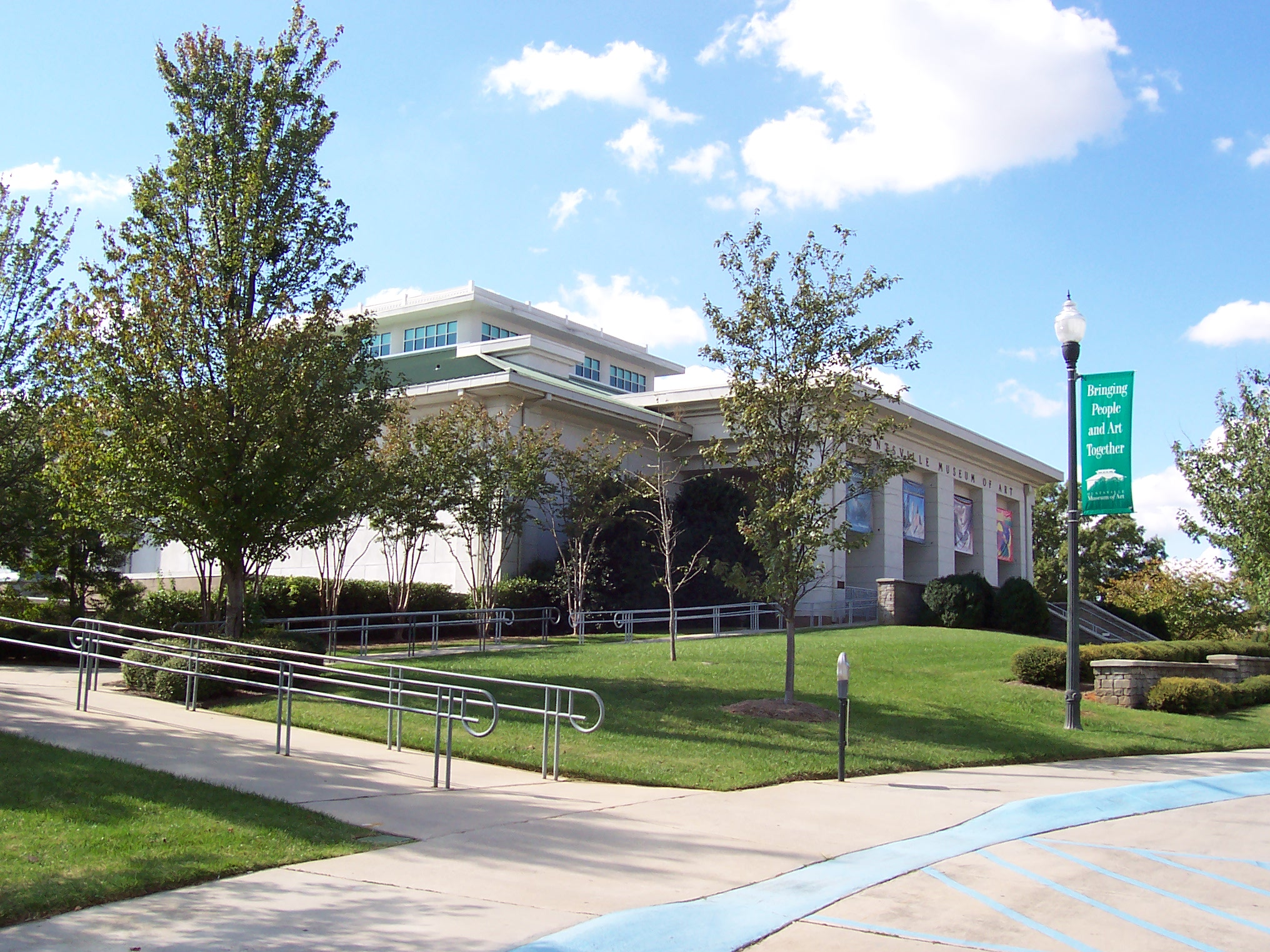
Das Huntsville Museum of Art

Das Huntsville Museum of Art ist ein Kunstmuseum in Huntsville. Es wurde am 13. August 1970 gegründet und zeigte 1973 die erste Ausstellung. Die Dauerausstellung im eigenen Museumsgebäude wurde im März 1975 eröffnet. Die Sammlung umfasst 2300 Werke, die vor allem von amerikanischen und regionalen Künstlern stammen. Zudem besitzt das Huntsville Museum of Art Kunstwerke aus Asien, Afrika und Europa, die die Amerikanische Kunst beeinflusst haben.

## Geschichte
Das Museum wurde am 13. August 1970 gegründet, als die Stadt das Leitungsgremium Museum Board of the City of Huntsville einrichtete. 1973 wurde der erste Direktor eingesetzt und die erste Ausstellung in einem städtischen Gebäude veranstaltet. Im folgenden Jahr erhielt das Museum vorübergehend Büro- und Ausstellungsräume auf dem Campus der University of Alabama in Huntsville. Das eigene Museumsgebäude, das als Flügel des Von Braun Civic Center erbaut worden war, wurde im März 1975 eröffnet. Im Jahr 1980 erhielt das Huntsville Museum of Art die Akkreditierung der American Association of Museums. Das Museumsgebäude erhielt im Jahr 1982 eine Erweiterung.
Zu Beginn der 1990er-Jahre wurde das bisherige Gebäude zu klein, so dass ein neues im Big Spring International Park im Herzen Huntsvilles geplant wurde. Die Stadt stellte vier Millionen Dollar zur Verfügung. Dazu kamen 3,4 Millionen Dollar, die in einer Spendenkampagne gesammelt wurden. Ein ortsansässiges Architekturbüro wurde dann mit der Planung des neuen Museumsgebäudes beauftragt.
Die Eröffnung des neuen Museumsgebäudes fand im März 1998 statt. Am Eröffnungswochenende besuchten über 8.000 Menschen das Museum. Seit dem Umzug nahm die Ausstellungstätigkeit des Museums stark zu. Im Januar 2006 wurde die Erweiterung Plaza in the Park fertiggestellt, mit der der Museumsladen, die Restaurants, sowie Lehrräume neu gruppiert und weiter in den Park hinein verlegt wurden.

## Sammlung
Die Sammlung umfasst rund 2300 Kunstwerke. Sie verteilen sich auf zwei Sammlungsschwerpunkte: Zum einen Kunst amerikanischer und regionaler Künstler, zum anderen Kunst aus Asien, Afrika und Europa, die diese Künstler beeinflusste. Das Wachstum der Sammlung wurde dabei durch Schenkungen und Stiftungen gefördert.
In der Sammlung können die Besucher grafische Arbeiten von James McNeill Whistler, John French Sloan, Joseph Stella, Robert Rauschenberg und Andy Warhol sehen. Beispiele für Künstler mit Wurzeln Alabama, die mit Werken in der Sammlung des Huntsville Museum of Art vertreten sind, sind Richmond Burton, Nall Hollis, David Parrish und Stephen Rolfe Powell. Daneben gibt es die Southern photography collection, in der bisher über 200 Werke zu sehen sind, die meist direkt bei Ausstellungen im Museum erworben wurden. Das Museum hat auch Werke erworben, die eine besondere Bedeutung für Huntsville und dessen wissenschaftliche Gemeinschaft haben. So zum Beispiel eine Gruppe von mit Wasserfarbe gemalten Bildern von Huntsville und dem Marshall Space Flight Center von Renato Moncini, der für die NASA als Illustrator im Apollo-Programm gearbeitet hat. Ein weiteres in diesem Zusammenhang erworbenes Kunstwerk ist der Moonwalk von Andy Warhol. Weiterhin gibt es europäische und japanische Drucke, chinesische Glasobjekte und afrikanische Skulpturen zu sehen. Besonders ist die größte Sammlung der Welt von aus Silber gefertigten Tierfiguren, die von der italienischen Juwelier-Firma Buccellati hergestellt wurden und dem Huntsville Museum of Art gehört.

## Sonderausstellungen
Die Sonderausstellungen haben verschiedene thematische Schwerpunkte. So werden Ausstellungen veranstaltet, die einen bestimmten Teil oder Aspekt der eigenen Sammlung beleuchten. Zum anderen wird das Werk einzelner Künstler betrachtet wie in den Ausstellungen Encounters: Lilian Garcia-Roig, die das Werk der Künstlerin aus Florida vorstellt, und Encounters: Shane Fero, in der Werke des Hlaskünstlers gezeigt wurden. Daneben werden auch größere Ausstellungen wie die von November 2008 bis Januar 2009 laufende When They Were Young: Aristocratic Children in European Portraiture gezeigt, die eine besondere Kunstgattung, einen Stil oder eine Epoche zum Thema haben.